# Живац затезача меког непца
Живац затезача меког непца (лат. nervus tensoris veli palatini) је грана доњовиличног живца, која се одваја од његове задње завршне гране и то преко кратког заједничког стабла са унутрашњим криластим и живцем затезача бубне опне. Пружа се унапред у инфратемпоралној јами и улази у мишић затезач меког непца, кога инервише.